# 호헨프리트베르크 전투
호엔프리트베르크 전투 혹은 호엔프리데베르크(The Battle of Hohenfriedberg 혹은 Hohenfriedeberg)는 오늘날 도브로미에츠에서 벌어진 전투로 프리드리히 대왕이 거둔 더할 나위 없는 성취 중 하나이다. 이 전투는 오스트리아 왕위 계승 전쟁의 전투 중 하나로 프리드리히 대왕이 이끄는 프로이센군은 1745년 6월 4일 로트링겐 공작 카를 알렉산더가 지휘하는 오스트리아군에게 결정적인 승리를 거두었다.

## 배경
오스트리아의 마리아 테레지아는 몰비츠 전투에서 패해 프로이센에게 빼앗긴 슐레지엔을 탈환하려 하였다. 약 60,000(동맹을 맺은 작센 군을 포함하여)의 오스트리아군은 슐레지엔으로 진군하였다. 이 대군세의 사령관은 로트링겐 공작 카를 알렉산더(마리아 테레지아의 시동생)이었다. 그리고 작센군은 바이센펠스 공작 요한 아돌프가 지휘를 맡았다.
프리드리히는 적들에 대해 낮은 평가를 하고 있었고, 카를 알렉산더 공작에 대하여 "정말 바보 같은 실수를 한 것"이라고 평가하기도 하였다. 사실 프리드리히는 카를이 리에젠제브리즈(거인 산)를 건너 슐레지엔으로 진입할 것이라고 계산하고 있었다. 만약 오스트리아군이 그런 행동을 보인다면 프리드리히는 오스트리아군에게 결정적 기습공격을 가해 단번에 격멸시키려 하였다. 폰 치텐의 후사르(경기병)는 오스트리아군의 뒤를 밟으며, 프리드리히 대왕에게 오스트리아군의 위치를 계속적으로 알렸고, 프리드리히 대왕은 이 정보를 받으면서 공격을 가할 적절한 순간을 기다리고 있었다. 7월초 카를 공작이 드디어 산을 넘자 프리드리히는 공격할 기회를 포착했다.

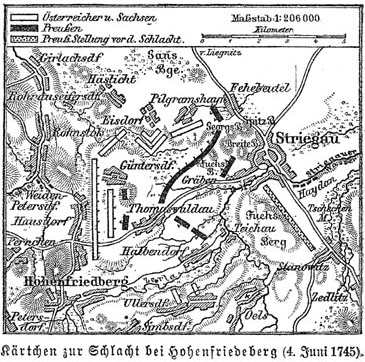
전투 지도

오스트리아군은 북동쪽으로 50km 진군하여 리에젠제브리즈에서 스트리가우(오늘날의 스트제곰)로 향했다. 오스트리아-작센 연합군은 스트리가우 근교에 진영을 쳤다. 작센군은 필그림샤인 마을 바로 북서쪽에 배치되었고, 오스트리아군은 호엔프리트베르크 마을 서쪽과 남쪽에 배치되었다. 그들의 전면에는 서쪽으로는 스트리가우 마을을 통과하며, 북쪽으로 흐르는 스트리가우 강이 펼쳐져 있었다. 프로이센 군대는 이 마을의 남부에 진을 치고 있었다.
프리드리히의 정찰병은 오스트리아-작센 연합군의 위치를 파악하고 있었다. 프리드리히는 오스트리아군과 마주보고 있던 그의 전군과 함께 북쪽으로 진군하여 스트리가우 강을 서쪽 마을에 있는 다리를 통해 건넌 후 작센 군을 먼저 공격했다. 프리드리히 대왕은 이렇게 작센 군이 궤주하면, 서쪽과 동쪽에서 오스트리아군을 포위하려 하였다. 프리드리히 대왕은 밤에 진군하여 자신의 움직임을 숨기고 작센 군을 급습하려 하였다. 프로이센군의 장군 리차드 데 모울린이 진군을 진두지휘했다.
기습을 성공시키기 위해 프리드리히 대왕과 그의 군대는 진영의 불을 켜놓고 텐트를 걷지도 않았으며, 진군 중에 이야기를 하거나 연기를 피우는 것도 금지되었다.

## 전투
프리드리히 대왕의 계획은 곧 난관에 부딪혔다. 예정된 진군로에 프리드리히 대왕의 군대가 전원 들어갈 수 있는 공간이 없었던 것이다. 스트리가우 강을 건너는 다리에서 곧 병목현상이 일어났고, 소수의 군대만이 다리를 건널 수 있었다.
처음 프로이센군의 목표는 작센 군 전열 앞에 있는 두 개의 언덕이었다. 작센군은 전날 소규모 부대를 보내, 이 두 언덕을 장악하고 있었다. 프로이센군의 전위는 이들과 마주쳤다. 이로 인해 발생한 소규모 교전은 작센 군으로 하여금 프로이센군의 공격을 알게 하였고, 프리드리히 대왕이 원하던 완전한 기습은 무위로 돌아갔다.
데 모울린은 언덕을 우회하여, 작센 군이 전투 진형을 갖추기 전에 기습을 감행하기로 결심하였다. 프로이센군은 오전 7시에 공격을 감행하였다.
작센 기병대가 전장에 나타났으나 프로이센 기병대가 돌격을 감행해 이들을 궤주시켰다. 프로이센 보병대는 작센 군 진영에 강습을 감행하여, 전투 진영을 갖추려 했던 작센 군과 작센 군 진영에 있던 오스트리아군을 격파하였다. 동풍이 불어와 작센군의 얼굴로 먼지와 연기를 불러왔고, 프로이센군은 이로써 더욱 유리하게 되었다. 연합군의 좌익 전 부대(작센 군)와 오스트리아-작센 연합군의 반 정도 되는 군세가 동이 튼지 한 시간도 안 되어 격멸되었다.
이러한 사건을 통해 오스트리아군은 전투를 준비할 수 있었다. 오스트리아군은 강으로 보호를 받기 위해 그들의 진영에서 더 남쪽으로 내려갔다. 여전히 스트리가우 강을 건너지 못하던 프로이센군은 북쪽에서 서쪽으로 선회하여 강을 널 수 있는 장소를 탐색하며 진군하기 시작했고, 이러한 몇몇 지점을 탐색하는 데 성공하였다. 그라벤의 작은 마을에 있는 다리가 무너졌기 때문에 기병 사령관 폰 치텐은 더 남쪽에서 기병과 보급물품을 운송하는 노새들이 건널 수 있는 장소를 찾아야만 했다.
오스트리아 부대 중에서 오스트리아 기병대가 가장 먼저 행동을 취하였으나, 이들은 프로이센 기병대와 격돌하여 격파당하고 궤주하였다.
오스트리아 보병대는 동쪽, 호엔프리트베르크에서 보면 북쪽을 향해 2열의 전투 진형을 갖추었다. 프로이센군은 이제 수적 우위를 갖추게 되었지만 오스트리아군의 저항은 격렬하였고, 양군은 근접거리에서 서로에게 일제사격을 가하였다.
이때 약 1,500명의 대규모 병력으로 구성된 프로이센의 바이로이트 용기병대가 전장에 투입되었다. 강풍이 불어와 전장의 포연과 먼지들을 걷어내었고, 프로이센군이 오스트리아군의 취약한 곳을 향해 돌격해 오는 모습을 드러내었다. 용기병들은 선형 진형을 취해 북쪽으로 향했고, 오스트리아군 1열의 오른쪽 측면을 향해 공격을 가했다. 프로이센 용기병대는 오스트리아군의 전열을 따라 공격을 가했고, 완벽하게 궤주시킨 후, 남쪽으로 향해 오스트리아군의 2열을 공략했다.
오스트리아군은 이미 동맹군인 작센이 전장을 떠났기 때문에 수적으로도 불리한 상황이었고, 기병대의 보호도 받지 못하고 있었기 때문에 프로이센 용기병대의 공격에 완파당하고 말았고, 포위당해 항복하고 말았다. 바이로이트 용기병대는 수천의 오스트리아 보병대를 격파하고도 겨우 94명의 피해만을 입었다. 전투는 오스트리아-작센 연합군의 완패로 끝나고 말았다.
오스트리아-작센 연합군은 9,000명이 사상하는 피해를 입었고, 5,000명이 포로로 잡혔으며, 이중에는 4명의 장군도 포함되어 있었다. 덧붙여 66문의 대포도 탈취 당했다. 프로이센군은 약 5,000명의 병력을 잃었다.

## 유산
호엔프리트베르크 전투는 프리드리히의 위대한 승리였고, 얼마 안 있어 프리드리히는 그의 동시대 사람들로부터 "프리드리히 대왕"이라는 칭호로 불리게 되었다. 바이로이트 용기병대의 돌격은 후세의 프로이센과 독일 장교들에게 공세전술의 모델로 연구되었고, 프리드리히 대왕이 프로이센군에 심어놓은 공세전술의 혼과 장교들에게 상당한 독자행동권을 준 것은 후세의 임무형 전술의 전통과 이어지게 된다. 또한 이 전투에서 오스트리아 보병대를 재빠르고 과감한 작전을 통해 포위하고 격멸시킨 것은 오늘날에는 전격전으로 더욱 잘 알려진 후세의 기동전에 영향을 끼치게 된다.
로트링겐의 카를은 코츠시츠 전투에서 패한 데 이어 또다시 프로이센 군에게 패하게 되었다. 이 전투는 프로이센군이 수적으로 비슷한 적을 격파할 수 있다는 것을 보여주었다. 프로이센이 참가한 오스트리아 왕위 계승 전쟁의 마지막 부분을 지칭하는 제2차 슐레지엔 전쟁(The Second Silesian War)은 거의 끝나게 되었다. 비록 프로이센군이 조르 전투(Battle of Soor)에서 오스트리아군(이때도 로트링겐의 카를 공작이 지휘를 맡았다.)과 격돌하여 드레스덴 화약(peace at Dresden)은 무산될 위기에 처하긴 하였으나 결국 1745년 12월 25일 체결됨으로써 전쟁은 종결되었다.
호엔프리트베르크 행진곡(Hohenfriedberger March)은 이 승리를 기념하기 위해 프리드리히 자신이 작곡하였다.

## 참조
- Chandler, David: The Art of Warfare in the Age of Marlborough. Spellmount Limited, (1990). ISBN 0-946771-42-1
- Citino, Robert M.: The German Way of War: From the Thirty Years War to the Third Reich. University Press of Kansas, (2005). ISBN 0-7006-1410-9